# Olivier Werner
Olivier Werner (Vielsalm, 16 april 1985) is een Belgisch voetbaltrainer en voormalig voetballer. Hij speelde op de positie van doelman. Sinds het seizoen 2021/22 is Werner actief als keeperstrainer bij RFC Seraing, de club waar hij ook zijn spelerscarrière afsloot. 

## Carrière
Op achtjarige leeftijd verliet hij ERFC Manhay voor Standard. In 2003 wordt hij toegevoegd bij de A-kern, maar speelde geen minuut. Trainer Dominique D'Onofrio leende hem in 2004 uit aan RAEC Mons, maar daar kreeg hij evenmin speelkansen. Bij Virton speelde hij wel 31 matchen. Daarna werd hij nogmaals uitgeleend, ditmaal aan de toenmalig tweedeklasser KV Mechelen. Daar speelde hij 20 wedstrijden en maakte hij de promotie naar eerste klasse mee.
In 2007 vertrok hij definitief bij Standard en ging hij naar FC Brussels. Hij speelde drie seizoenen bij Brussels, waarin hij 68 keer in doel stond. Zo versierde hij in 2010 een transfer naar KAS Eupen, dat net naar eerste klasse was gepromoveerd. Eupen degradeerde echter al na één seizoen en in juni 2011 tekende hij een contract voor drie seizoenen bij RAEC Mons. Nadat ook Mons degradeerde, tekende hij op 20 maart 2014 een contract voor drie seizoenen bij Cercle Brugge.
Cercle Brugge wist in seizoen 2014-2015 het behoud in eerste klasse niet te verzilveren. Eind juni 2015 werd bekend dat de doelman niet mee degradeerde: Werner trok naar het Franse FC Sochaux. Werner speelde in zijn eerste seizoen 27 competitiewedstrijden in de Ligue 2 en begon ook aan het seizoen 2016-2017 als titularis, maar op 19 augustus 2016 liep hij in de wedstrijd tegen US Orléans een dubbele open beenbreuk op na een botsing met Livio Nabab. Werner was hierdoor vijf maanden buiten strijd. De doelman kwam dat seizoen uiteindelijk niet meer aan spelen toe, en op het einde van het seizoen werd zijn aflopend contract niet verlengd.
Werner bleef na zijn verblijf bij Sochaux enkele maanden zonder club. Pas in december 2017 trok Royal Excel Moeskroen hem aan om de blessure van Logan Bailly op te vangen. Werner startte het seizoen 2018/19 als titularis, maar door de ontbolstering van Jean Butez verloor hij zijn plaats onder de lat. Op 31 januari 2019 verliet hij Moeskroen dan ook voor RFC Seraing. In mei 2021 maakte club en speler bekend dat Werner stopt met voetballen om vervolgens aangesteld te worden als keeperstrainer van het eerste elftal.
Werner maakte in het verleden deel uit van Belgische jeugdselecties.

## Statistieken
| seizoen | club                     | land      | competitie      | wed. | goals |
| ------- | ------------------------ | --------- | --------------- | ---- | ----- |
| 2002/03 | Standard Luik            | België    | Eerste klasse   | 0    | 0     |
| 2003/04 | Standard Luik            | België    | Eerste klasse   | 0    | 0     |
| 2004/05 | → RAEC Mons              | België    | Tweede klasse   | 0    | 0     |
| 2005/06 | → Royal Excelsior Virton | België    | Tweede klasse   | 31   | 0     |
| 2006/07 | → KV Mechelen            | België    | Tweede klasse   | 20   | 0     |
| 2007/08 | FC Brussels              | België    | Eerste klasse   | 11   | 0     |
| 2008/09 | FC Brussels              | België    | Tweede klasse   | 27   | 0     |
| 2009/10 | FC Brussels              | België    | Tweede klasse   | 30   | 0     |
| 2010/11 | KAS Eupen                | België    | Eerste klasse   | 25   | 0     |
| 2011/12 | RAEC Mons                | België    | Eerste klasse   | 22   | 0     |
| 2012/13 | RAEC Mons                | België    | Eerste klasse   | 21   | 0     |
| 2013/14 | RAEC Mons                | België    | Eerste klasse   | 17   | 0     |
| 2014/15 | Cercle Brugge            | België    | Eerste klasse   | 33   | 0     |
| 2015/16 | FC Sochaux               | Frankrijk | Ligue 2         | 27   | 0     |
| 2016/17 | FC Sochaux               | Frankrijk | Ligue 2         | 4    | 0     |
| 2017/18 | Excel Moeskroen          | België    | Eerste klasse   | 10   | 0     |
| 2018/19 | Excel Moeskroen          | België    | Eerste klasse   | 6    | 0     |
| 2018/19 | RFC Seraing              | België    | Eerste amateurs | 7    | 0     |
| 2019/20 | RFC Seraing              | België    | Eerste amateurs | 24   | 0     |
| 2020/21 | RFC Seraing              | België    | Eerste klasse B | 0    | 0     |
|         |                          |           | Totaal          | 288  | 0     |

Bijgewerkt op 19 mei 2021.